# Горчанский, Ян
Ян Го́рчанский, немецкий вариант — Йоганн Горчанский (н.-луж. Jan Hórčanski, нем. Johann Hortzschansky, 19 мая 1722 года, Вуезд, Лужица, Саксония — 18 декабря 1799 года, Гёрлиц, Саксония) — серболужицкий писатель, поэт, педагог, историк, переводчик, филолог и просветитель.

## Биография
Родился 19 мая 1722 года в крестьянской семье в серболужицкой деревне Вуйезд. Среднее образование получил в Лёбау и Баутцене. 18 мая 1743 года поступил в Виттенбергский университет, по окончании которого работал репетиром и позднее с 1759 года в гимназии в Гёрлице. С 1765 года работал библиотекарем и с 1768 года — учителем в гимназии в Гёрлице. Написал множество работ по истории Гёрлица. Переводил песни на лужицкие языки, которые вошли в христианские молитвенники. Написал около 600 стихотворений, которые публиковал в немецких периодических изданиях. Некоторые из его стихотворений были изданы в 1746 году серболужицким писателем Матеем Шолтой.
Будучи членом Верхнелужицкого научного общества, в сотрудничестве с Карлом Готлибом фон Антоном выступал против германизации лужицких сербов. В 1782 году написал на немецком языке книгу «Gedancken eines Ober-Lausitzer-Wenden über das Schicksal seiner Nazion» (Размышления верхнелужицкого серба о судьбе своего народа), которая стала своеобразным манифестом для последующих деятелей культурного и национального возрождения серболужицкого народа. В 1783 году опубликовал в немецком журнале «Lausitzer Provinzial-Blätter» (Лужицкие провинциальные известия) статью «О нравах и обычаях лужицкого народа», в котором призывал признать равные права лужицких сербов на их самоидентификацию и сохранение их культуры и языков.
Занимался распространением образования среди серболужицкого крестьянства. Перевёл на верхнелужицкий язык философского поэтического сочинения «Опыт о человеке» Александра Попа.
Скончался 18 декабря 1799 года в Гёрлице.

## Сочинения
- Prjeoja Proba sserskich Kyrlischow; ein Versuch int Wendische überfetzter Lieder. Lübau 1748.
- Historische Nachricht von den Görlitzischen Stipendien. Görlitz 1765.
- Erste Probe einiger aus dem Teutschen ins Wendische übersetzten Lieder. Löbau 1768 sie wurden später in das wendische Gesangbuch aufgenommen
- Benjamin Schmolke’ns der sich zu seinem Jesu hinzunahende Sünder; ins Wendische übersetzt. Bautzen und Löbau 1768.
- Historische Nachricht von dem Vogel- und Scheibenschiessen in der Oberlausitz überhaupt und in Görlitz insonderheit. Görlitz 1770.
- Von den Oberlausitzischen gelehrt. Gesellschaften. Görlitz 1770.
- Nachricht von dem im J. 1634 getroffenen Pirnaischen Friedenstraktat, wie solcher auf der Bibliothek zu Görlitz in Handschrift befindlich ist. Görlitz 1771.
- Nachricht von den in der Oberlausitz herausgekommenen oder doch von Oberlausitzern verfassten Journalen. Görlitz 1773; Fortgesetzte Nachricht davon, Görlitz 1774; 2.-4. Fortsetzung. Görlitz 1775—1776; Nachtrag dazu, Görlitz 1777.
- Beschreibung einiger Verschönerungen der Stadt Görlitz. Görlitz 1780.
- Historische Beschreibung des Franciscaner- oder Minoritenklosters zu Görlitz in Verbindung mit der Dreyfaltigkeitskirche; von Chr. Knauth angefangen und dann vom 4ten bis 22sten Stück fortgesetzt Görlitz 1780—1798.
- Progr, Etwas von den Verdiensten derer von Gersdorf um Kirchen und Schulen. Görlitz 1782.
- Kurzgefaßte Nachricht von einigen Familien in Görlitz welche Adele- oder Wappenbriefe erhalten haben, Görlitz 1783, Fortsetzung 1784.
- Eine-Strohkranzelrede. Zittau 1784.
- König in Preussen; Karl Friedrich II, ganz Original. Zittau 1786.